# Mihalik Gyula
Mihalik Gyula (Budapest, 1874. március 26. – USA, Cleveland, 1935.) magyar iparművészeti író, festő.
A Mintarajziskolában végezte tanulmányait. Tanított Kaposváron, 1910-től pedig az Iparművészeti Főiskolán oktat. 1919-ben az Iparművészeti Főiskola rektora lett a Tanácsköztársaság idején, ezért még 1919-ben állásából elbocsátották.
Az észak-amerikai Clevelandbe vándorolt ki, ahol az ottani iparművészeti intézmények igazgatójaként működött. Rippl-Rónai József és W. Crane angol iparművész baráti körébe tartozott.

## Írásai
Textilanyagismet és technológia (Bp., 1918) című munkája, valamint a batikról írt művei váltak közkedveltté.